# Свети Стефан (Свети Никола)
Вижте пояснителната страница за други значения на Свети Стефан.
„Свети Стефан“ (на македонска литературна норма: „Свети Стефан“) е късновъзрожденска православна църква в градчето Свети Никола, източната част на Република Македония.
Част е от Брегалнишката епархия на Македонската православна църква – Охридска архиепископия. Църквата е изградена в 1910 година като гробищна църква върху еднокорабна средновековна църква. При изграждането на храма пред входа е намерен коринтски капител изложен в Музея на Свети Никола. Иконите в най-голямата си част са от Георги Зографски и неизвестен автор от 1929 година. В 2006 година църквата е обновена и е дограден нартекс.